# Станіслав Улям
Станісла́в У́лям (пол. Stanisław Ulam, англ. Stan Ulam; 13 квітня 1909, Львів — 13 травня 1984, Санта-Фе, Нью-Мексико, США) — польський і американський математик єврейського походження, який народився та почав свою професійну діяльність у Львові.

## Біографія
Станіслав Улям народився в сім'ї львівського адвоката Юзефа Уляма, нащадка переселенців з Венеції, а його мати, Ганна (уроджена Ауербах), народилася у Стрию.

Мій батько, Йосиф Улям, був юристом. Він народився у Львові, Польща, 1877 року. На момент його народження місто було столицею провінції Галичина, частини Австро-Угорської імперії. Коли я народився в 1909 році це було ще незмінним.
Його батько, мій дід, був архітектором і будівельним підрядником. Наскільки я знаю, мій прадід приїхав до Львова з Венеції.
Моя мати, Ганна Ауербах, народилася в Стрию, невеликому містечку близько 60 миль на південь від Львова, біля Карпатських гір. Її батько був промисловцем, який займався сталлю і був представником заводів в Галичині та Угорщині.
Оригінальний текст (англ.)
:My father, Jozef Ulam, was a lawyer. He was born in Lwow, Poland, in 1877. At the time of his birth the city was the capital of the province of Galicia, part of the Austro-Hungarian Empire. When I was born in 1909 this was still true.
: His father, my grandfather, was an architect and a  building contractor. I understand that my great-grandfather had come to Lwow from Venice.
: My mother, Anna Auerbach, was born in Stryj, a small town some sixty miles south of Lwow, near the Carpathian Mountains. Her father was an industrialist who dealt in steel and represented factories in Galicia and Hungary.

Станіслав з дитинства мав потяг до точних наук, мало не з 10 років почав самостійно читати книжки з математики: Леонарда Ейлера, Анрі Пуанкаре, Гуґо Штейнгауза, захопився теорією відносності Альберта Ейнштейна і навіть непогано в ній розібрався, що створило йому репутацію вундеркінда. У 1927 році Станіслав записався до Львівської Політехніки, де на лекціях професора Казимира Куратовського захопився теорією множин і своїми успіхами в цій галузі привернув до себе увагу Станіслава Мазура та Стефана Банаха і згодом почав брати участь у легендарних засіданнях Львівської математичної школи у «Шотландській кав'ярні».
1927 року у віці 18 років Улям написав, а в 1929 році оприлюднив у Fundamenta Mathematicae свою першу статтю, а в 1931—1932 роках уже робив доповіді на міжнародних конгресах математиків, звертаючи на себе увагу провідних математиків світу. У 1932 році захистив магістерську, а роком пізніше — докторську працю у Львівській політехніці. У 1934 році він почав листування з Джоном фон Нейманом, а після зустрічі з ним у 1935 році у Варшаві прийняв його запрошення до Принстонського університету. У США Улям відвідував лекції Альберта Ейнштейна, познайомився з Норбертом Вінером, Германом Вейлем, Біркгофом та багатьма іншими талановитими науковцями, які в наступні 30-50 років уособлювали досягнення світової науки. У 1938 році Улям одержав імміграційну візу до США, а в серпні 1939, за тиждень до початку війни, відплив разом із молодшим братом Адамом, пізніше відомим гарвардським совєтологом, до США.
З 1940 року працював в університеті Вісконсина у місті Медісон, де плідно співпрацював з С. Евереттом в галузі теорії груп. Невдовзі, після зустрічі навесні 1943 року з Джоном фон Нойманом, Улям одержує запрошення від Ганса Бете до лабораторії в Лос-Аламос для участі у Мангеттенському проєкті (проєктування атомної бомби). В Лос-Аламос Станіслав Улям тісно співпрацює з Енріко Фермі та Річардом Фейнманом і безпосередньо з Едвардом Теллером, вже на майбутнє, над водневою бомбою. Після випробування атомної бомби Улям на деякий час відходить з лабораторії Лос-Аламос і працює у Каліфорнійському університеті. Але перегони озброєнь між США і СРСР повертають його до проєкту водневої бомби. На той час він виконує разом з Енріко Фермі та Дж. Паста низку робіт з комп'ютерного моделювання нелінійних процесів та візуалізації результатів. Практично роботу над проєктом американської водневої бомби очолює тріумвірат: Едвард Теллер, Станіслав Улям і Георгій Гамов. Внесок Уляма у проєкт був настільки значним, що Едвард Теллер вимушений був взяти його співавтором патенту на термоядерну бомбу.
Після успішного випробування водневої бомби (1 листопада 1952 року) Улям намагався побудувати теорію керованих термоядерних реакцій і захопився проблемами ядерних ракетних двигунів. Один за другим йшли з життя його вчителі та колеги: у 1945 — Стефан Банах, у 1955 — Енріко Фермі, а у 1957 — Джон фон Нейман. У 1960 році уряд США припинив фінансування проєктів ядерних ракетних двигунів. Але перед Улямом постали нові завдання — досягнення молекулярної біології (відкриття ДНК) відкрили перспективи застосування математичних методів у біології. Станіслав Улям занурився у нову тематику. Незадовго до смерті він інтенсивно працював над теорією програмування для біології і створенням нової мови програмування для розв'язування біологічних завдань. 1965 року остаточно покинув Лос-Аламос, а 1967 року став професором та деканом математичного факультету університету штату Колорадо.
У ці роки він опублікував декілька робіт філософського характеру: A Collection of Mathematical Problems («Збірка математичних проблем», 1960), де окреслив низку найближчих завдань тогочасної математики та шляхів їх розв'язання; у 1967 спільно з ще одним учнем Гуґо Штайнгауза, Марком Кацом — статтю для Британської енциклопедії (Encyclopaedia Britannica) «Математика і логіка: ретроспектива і перспектива», яка пізніше вийшла окремою книгою.
Улям переклав і впорядкував славнозвісний зошит із «Шотландської каварні» у Львові — збірку ідей, проблем і рішень, які були обговорювані й занотовані у зошиті львівськими математиками у цій каварні. Цю книгу було видано 1981 року під назвою «Шотландська книга: Математика з Шотландської каварні» (The Scottish Book: Mathematics from the Scottish Cafe). У 1976 побачила світ автобіографічна книга С.Уляма «Пригоди математика» — картини з життя тогочасної фізико-математичної еліти очима сучасника. У 1975 році Улям остаточно вийшов на пенсію, хоча час від часу читав цикли лекцій на запрошення американських та європейських університетів.
Раптово помер 13 травня 1984 року в Санта-Фе поблизу Лос-Аламосу. Дружина-французка поховала його в Парижі на цвинтарі Монмартр.